# Prométhée enchaîné (Jordaens)
Pour les articles homonymes, voir Prométhée (homonymie) et Prométhée enchaîné.
Prométhée enchaîné est une peinture à l'huile sur toile réalisée en 1642 par l'artiste anversois Jacob Jordaens (1593–1678). Elle est conservée au musée Wallraf-Richartz de Cologne.

## Description
Un Prométhée vieillissant, mais toujours herculéen, la bouche et les yeux grands ouverts dans un cri de douleur, semble tomber à la renverse dans le grand trou noir des Enfers. Il porte des chaînes de fer autour des poignets et des chevilles, dont l'une est encore attachée au rocher. Un aigle d'envergure démesurée, picorant le foie de la victime avec son bec, forme la diagonale de la toile. En haut à droite, le jeune héros Hermès regarde la scène vers le bas avec un chapeau à larges bords, le petasos. Dans sa main gauche il porte le caducée, sa main droite tient une branche feuillue derrière laquelle il paraît s'être caché.

## Thème
Réalisée dans les années 1640, l'œuvre de Jordaens met en scène la « chute aux Enfers » de Prométhée, un motif populaire de la peinture baroque flamande, étonnamment similaire à celle de Pierre Paul Rubens réalisée vers 1612.
Prométhée fait partie des Titans. La domination du monde avait été arrachée aux Titans par Zeus et ses dieux olympiens. Alors que des Titans comme Atlas ou Typhon devaient effectuer des services d'esclaves après leur défaite face aux dieux olympiens, Prométhée, qui avait rendu cette victoire possible aux dieux, resta initialement libre - jusqu'à ce qu'il trahisse en donnant le feu aux hommes.

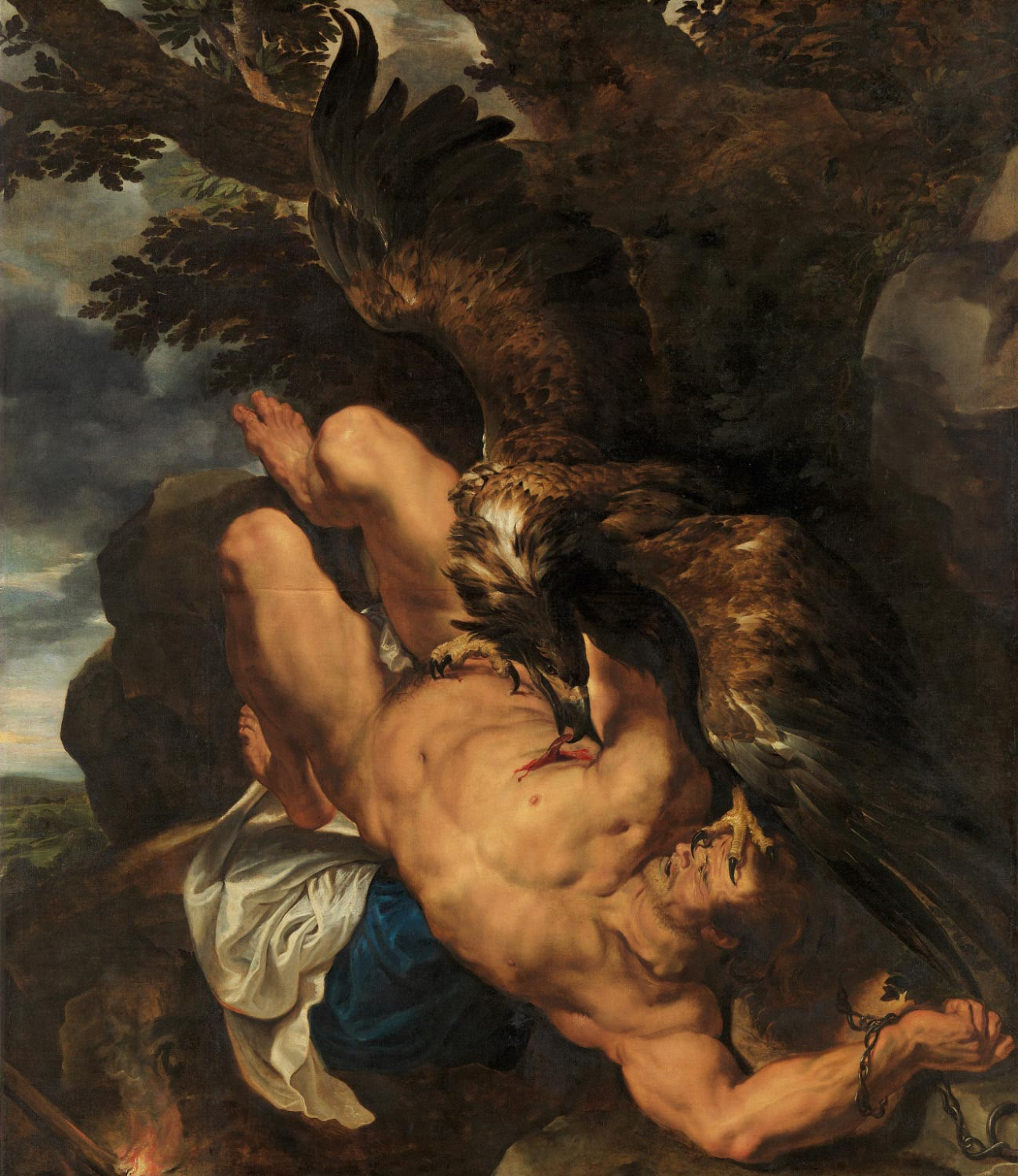
Prométhée enchaîné, Pierre Paul Rubens, 1612, Philadelphia Museum of Art.

En effet, les humains que Prométhée avait créés manquaient de qualités particulières. Ils n'avaient pas de dents solides et n'étaient pas très rapides ou particulièrement forts. C'est pourquoi Prométhée a volé « des braises pour le peuple dans le ciel de feu qui crée tous les arts », comme l'écrit Eschyle. La torche allumée à gauche sur la toile près de la tête de Prométhée nous rappelle cet acte du Titan. Le buste à droite de l'image, à côté de l'offrande, indique le rôle de Prométhée en tant que créateur de l'homme.

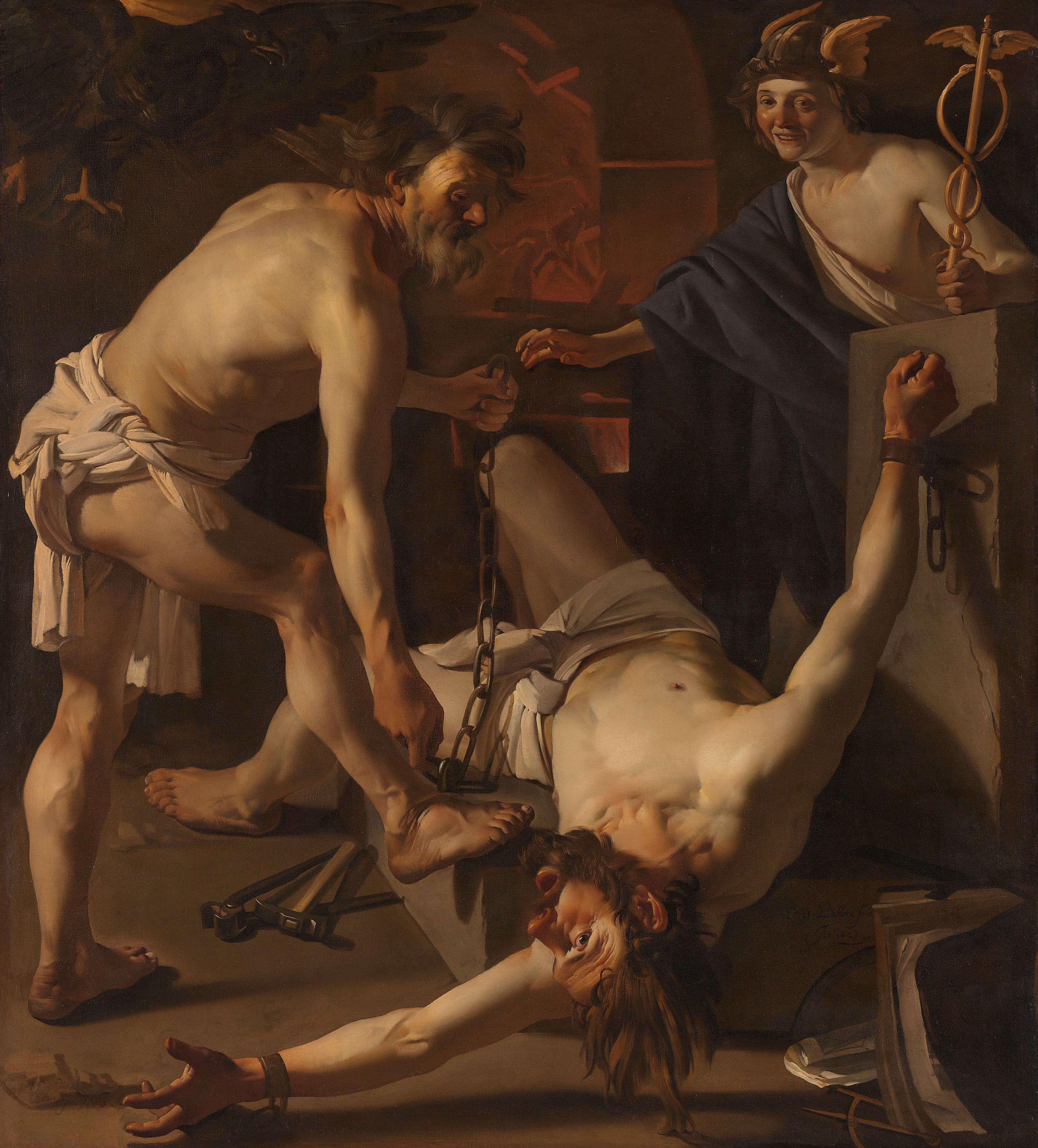
Vulcain enchaîne Prométhée en présence de Mercure, Dirck van Baburen, 1623, Rijksmuseum Amsterdam.

Pour les dieux olympiens, Prométhée a commis un grand crime en livrant le feu aux humains, car le feu a rendu les humains encore plus semblables aux dieux. Pour cette raison, Zeus a puni Prométhée en le faisant enchaîner à un rocher dans le Caucase et en lui envoyant un aigle manger son foie chaque jour. Cela causait à Prométhée une douleur inimaginable, mais ne le tuait pas, car son foie se régénérait tous les jours. Jordaens a choisi ce moment de très grande souffrance pour son tableau. Il s'est dispensé de sang excessif et de blessures béantes. Le tourment et la souffrance de Prométhée sont rendus crédibles par son corps, ses muscles tendus et, surtout, son visage cramoisi déformé par la douleur.

## Postérité
Le tableau est mentionné dans le roman Der Vogelgott (2018) de Susanne Röckel.

## Littérature
- Lars Olof Larsson : Jacob Jordaens : Prometheus, in : Ancient Myths in Art. 100 chefs-d'œuvre. Stuttgart : Reclam, 2009  (ISBN 978-3-15-018592-6), p. 134f.

## Liens web
- Ressources relatives aux beaux-arts :   - Belgian Art Links & Tools
  - Kulturelles Erbe Köln
  - RKDimages
  - Utpictura18
- Reportage sur la restauration et découverte de la datation exacte